# 第二十三屆十大中文金曲得獎名單
第二十三屆十大中文金曲得獎名單
- 十大中文金曲
  - 《K歌之王》（主唱：陳奕迅 作曲：陳輝陽 填詞：林夕）
  - 《感情線上》（主唱：鄭秀文 作曲：黃嘉倩 填詞：林夕）
  - 《給自己的情書》（主唱：王菲 作曲：C.Y.Kong 填詞：林夕）
  - 《誰來愛我》（主唱：容祖兒 作曲：伍樂城 填詞：林夕）
  - 《花花宇宙》（主唱：陳慧琳 作曲：雷頌德 填詞：林夕）
  - 《一生一火花》（主唱：張學友 作曲：伍樂城 填詞：林夕）
  - 《著迷》（主唱：郭富城 作曲：劉諾生 填詞：小美）
  - 《男人哭吧不是罪》（主唱：劉德華 作曲：劉天健 填詞：劉德華）
  - 《少女的祈禱》（主唱：楊千嬅 作曲：陳輝陽 填詞：林夕）
  - 《活著Viva》（主唱：謝霆鋒 作曲：謝霆鋒 填詞：林夕）
  - 《大熱》（主唱：張國榮（退出領獎） 作曲：張國榮 填詞：林夕）

- 最佳中文（流行）歌曲獎
  - 《至少還有你》（Davy Chan）
- 最佳中文（流行）歌詞獎
  - 《深藍》（喬靖夫）
- 十大優秀流行歌手大獎
  - 王菲　鄭秀文　劉德華　郭富城　陳慧琳　張學友　許志安　李玟　陳奕迅　謝霆鋒
- 最愛歡迎卡拉OK歌曲獎
  - 男歌手
    - 《K歌之王》（陳奕迅）

  - 女歌手
    - 《感情線上》（鄭秀文）

  - 合唱
    - 《會過去的》（許志安 / 車沅沅）
- 最有前途新人獎   
  - 男歌手
    - 金獎：陳冠希
    - 銀獎：古天樂
    - 銅獎：張家輝

  - 女歌手
    - 金獎：蕭亞軒
    - 銀獎：陳慧珊
    - 銅獎：小雪 / 李彩樺
    - 優異獎：孫燕姿 / 彭海桐 / 丁菲飛
- 優秀國語歌曲獎   
  - 金獎：《我不夠愛你》（劉德華 / 陳慧琳）
  - 銀獎：《那麼愛你為什麼》（黃品源 / 莫文蔚）
  - 銅獎：《浪花一朵朵》（任賢齊 / 阿牛 / 光良）
- 全年最高銷量歌手大獎   
  - 男歌手：謝霆鋒
  - 女歌手：陳慧琳
- 全年銷量冠軍大獎   
  - 《戀愛情色》（陳慧琳）
- 飛躍大獎
  - 男歌手
    - 金獎：謝霆鋒
    - 銀獎：陳奕迅
    - 銅獎：王力宏

  - 女歌手
    - 金獎：陳慧琳
    - 銀獎：楊千嬅
    - 銅獎：容祖兒 / 梁詠琪

| 候選名單 | 候選名單 | 候選名單 | 候選名單 |
| -------- | -------- | -------- | -------- |
| 陳奕迅   | 謝霆鋒   | 王力宏   | 陳冠希   |
| 張智霖   | 任賢齊   | 楊千嬅   | 容祖兒   |
| 陳慧琳   | 盧巧音   | 車婉婉   | 梁詠琪   |

- 全國最受歡迎中文流行歌曲獎
  - 金：《我不夠愛你》（劉德華 / 陳慧琳）
  - 銀：《給自己的情書》（王菲）
  - 銅：《幸福》（陳明）
- 全國最受歡迎歌手獎
  - 男歌手
    - 金獎：劉德華
    - 銀獎：王力宏
    - 銅獎：孫楠

  - 女歌手
    - 金獎：王菲
    - 銀獎：田震
    - 銅獎：那英
- 全球華人至尊金曲
  - 《感情線上》（鄭秀文）
- 全球華人最受歡迎歌手獎
  - 男歌手：張學友
  - 女歌手：王菲
- 四台聯頒獎項   
  - 傳媒大獎
    - 歌手：陳奕迅 / 王菲 / 陳慧琳
    - 作曲：陳輝陽
    - 作詞：林夕
- 金針獎
  - 張學友
  - 頒獎嘉賓：張國榮